# Lista de prefeitos de Caiçara do Norte
Esta é a lista de prefeitos de Caiçara do Norte, município brasileiro do estado do Rio Grande do Norte.
| Nº | Prefeito (Nascimento–Falecimento)                                    | Partido | Início de mandato     | Fim de mandato         | Vice-prefeito                       | Observações                      |
| -- | -------------------------------------------------------------------- | ------- | --------------------- | ---------------------- | ----------------------------------- | -------------------------------- |
| 1  | Edmilson de Albuquerque Júnior (nascimento não encontrado)           | PSDB    | 1º de janeiro de 1997 | 31 de dezembro de 2000 | Jesuíno Soares Lisboa               | Prefeito e vice eleitos          |
| 2  | José Edmilson Alves de Medeiros (São Bento do Norte, 25.11.1961)     | PP      | 1º de janeiro de 2001 | 31 de dezembro de 2004 | não encontrado                      | Prefeito e vice eleitos          |
| 3  | Amarildo Elias de Morais (São Bento do Norte, 15.07.1962)            | PDT     | 1º de janeiro de 2005 | 31 de dezembro de 2012 | José Ferreira de Góis               | Prefeito e vice eleitos          |
| 3  | Amarildo Elias de Morais (São Bento do Norte, 15.07.1962)            | PPS     | 1º de janeiro de 2005 | 31 de dezembro de 2012 | Antônio Fernandes Barbosa           | Prefeito reeleito e vice eleitos |
| 4  | Alcides Fernandes Barbosa (São Bento do Norte, 01.11.1969)           | PV      | 1º de janeiro de 2013 | 28 de janeiro de 2016  | Victor Vinícius de Almeida Ferreira | Prefeito e vice eleitos          |
| 5  | Victor Vinícius de Almeida Ferreira (São Bento do Norte, 04.07.1977) | PTB     | 28 de janeiro de 2016 | 31 de dezembro de 2016 | —                                   | Vice-prefeito eleito no cargo    |
| 6  | Amarildo Elias de Morais Filho (Natal, 15.04.1984)                   | SD      | 1º de janeiro de 2017 | 31 de dezembro de 2020 | Cantuário do Nascimento Júnior      | Prefeito e vice eleitos          |
| 7  | Alcélio Fernandes Barbosa (São Bento do Norte, 22.05.1980)           | PSDB    | 1º de janeiro de 2021 | até a atualidade       | Sivanildo Alves de Melo             | Prefeito e vice eleitos          |
| 7  | Alcélio Fernandes Barbosa (São Bento do Norte, 22.05.1980)           | PSDB    | 1º de janeiro de 2021 | até a atualidade       | Sivanildo Alves de Melo             | Prefeito e vice reeleitos        |